# Игра в правду
«Игра в правду» — российский художественный фильм, режиссёра и сценариста Виктора Шамирова, вышедший в прокат 11 июля 2013 году. Премьера состоялась на Московском международном кинофестивале в рамках внеконкурсной программы «Гала-премьеры»
Фильм снят по мотивам одноимённого спектакля «Независимого театрального проекта».

## Сюжет
Трое бывших однокурсников в очередной раз собрались в квартире за воспоминаниями и горячительными напитками. Через много лет в город вернулась Майя, женщина, в которую были влюблены все трое: бизнесмен Марк, автодилер Геннадий и физик-неудачник Анатолий. Один нюанс — Майя пять последних лет ездит на инвалидной коляске.
Неловкость ситуации грозит развалить всю вечеринку. Ситуацию спасает откровенная игра в правду, однако шутливо-невинные вопросы вскрывают подноготную далёкого прошлого, от подробностей которых друзья схватываются врукопашную.

## В ролях
- Ирина Апексимова — Майя Ковалевская
- Гоша Куценко — Анатолий Мишин
- Константин Юшкевич — Геннадий
- Дмитрий Марьянов — Марк Борисович Шахин

## Съёмочная группа
- Авторы сценария:
  - Виктор Шамиров
  - Гоша Куценко
  - Дмитрий Марьянов
  - Константин Юшкевич
- Режиссёр-постановщик: Виктор Шамиров
- Оператор: Семён Яковлев
- Художник: Андрей Понкратов
- Композитор: Владимир Подгорецкий
- Операторы steadicam: Сергей Попков, Александр Вдовенко
- Продюсеры:
  - Андрей Новиков
  - Тимур Бекмамбетов
  - Гоша Куценко

## Награды и номинации
- 2013 — «Меридианы Тихого», Владивосток
  - Приз зрительских симпатий за лучший российский фильм[2]